# Kirsten Walther
Kirsten Walther (* 31. August 1933 in Kopenhagen; † 19. Februar 1987 ebenda) war eine dänische Schauspielerin.

## Leben
Kirsten Walther war die Tochter des Offiziers Christian Thomas Walther (1892–1956) und seiner Frau Esta Frederikke Thomsen (1903–1975). Schon früh entdeckte sie ihr komödiantisches Talent und die Leidenschaft zum Theater und studierte nach dem Besuch des Christianshavns Gymnasiums von 1953 bis 1956 an der Privatteatrenes elevskole, der Schauspielschule des Neuen Theaters Kopenhagen. Nach einem ersten Filmauftritt 1956 wurde sie 1957 durch ihre Rolle als Tjenestepige in Annelise Reenbergs Film Tre piger fra Jylland bekannt. Obwohl sie in drei Jahrzehnten in vielen Kinofilmen und in zwei Fernsehserien, Huset på Christianshavn (Oh, diese Mieter!, 1970–1977) und Smuglerne (1970) mitwirkte, blieb sie dem Theater – und insbesondere dem Kopenhagener ABC Teatret – immer treu.
Beliebt und besonders in der DDR bekannt wurde Kirsten Walther an der Seite von Ove Sprogøe, Poul Bundgaard und Morten Grunwald in der dänischen Filmreihe Die Olsenbande, die unter der Regie von Erik Balling entstand. Hier spielte sie die Rolle der Yvonne, der naiven und ständig nörgelnden Ehefrau des Kleinganoven Kjeld, die im Laufe der Filme immer mehr zur weiblichen Hauptrolle wurde. Drei Jahre nach ihrem letzten Filmauftritt in Die Olsenbande fliegt über alle Berge (1981) zog sie sich vom Schauspiel zurück, um sich ihrer Familie widmen zu können. Am 19. Februar 1987 starb Kirsten Walther völlig unerwartet im Alter von 53 Jahren an Herzversagen. Sie fand ihre letzte Ruhestätte auf dem Vedbæk-Kirkegård in Vedbæk im Norden von Kopenhagen. Neben ihrem Grab wurde der 2018 verstorbene Morten Grunwald beigesetzt. Nach Walthers Tod schien es zunächst unmöglich die Olsenbande-Reihe fortzusetzen. Erst 1998 wurde der letzte Teil dieser beliebten Reihe ohne sie gedreht.
Kirsten Walther war seit dem 26. September 1959 mit dem Regisseur und Produzenten Palle Ruben Wolfsberg (1931–2019) verheiratet. Sie adoptierte gemeinsam mit ihrem Ehemann 1966 einen zweijährigen Jungen namens Ole aus Grönland.

## Ehrungen

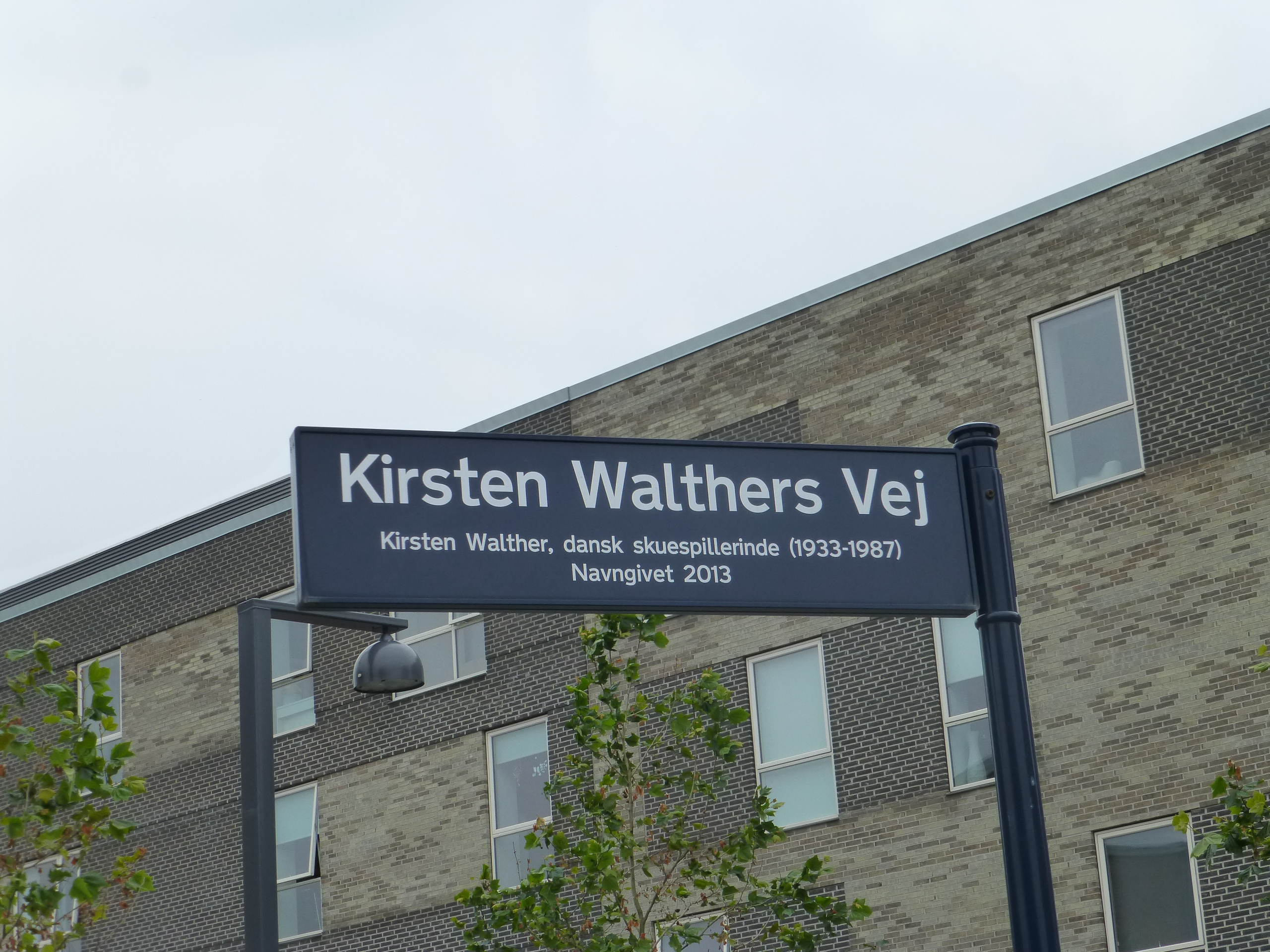
Kirsten Walthers Weg in Valby

Im südlichen Teil des Kopenhagener Stadtteils Valby wurde in einem 2006 neu erschlossenen Viertel am 1. Mai 2013 der „Kirsten Walthers Vej“ (Kirsten Walther Weg) nach der Schauspielerin benannt.

## Filmografie
- 1957: Tre piger fra Jylland
- 1959: Sjove år
- 1960: Frihedens pris
- 1961: Ullabella
- 1964: Paradis retur
- 1964: Selvmordsskolen
- 1965: Landmandsliv
- 1967: Die Ferien meiner Frau (Min kones ferie)
- 1968: Die Olsenbande
- 1968: I den grønne skov
- 1968: Det var en lørdag aften
- 1969: Die Olsenbande in der Klemme
- 1969: Helle for Lykke
- 1969: Mordskab
- 1969: Ta’ lidt solskin
- 1970: Oh, diese Mieter (Huset på Christianshavn) (Fernsehserie)
- 1971: Die Olsenbande fährt nach Jütland
- 1971: Fine mand, Den – als Dorimene
- 1971: Ballade på Christianshavn
- 1972: Die Olsenbande und ihr großer Coup
- 1973: Die Olsenbande läuft Amok
- 1974: Der (voraussichtlich) letzte Streich der Olsenbande
- 1975: Die Olsenbande stellt die Weichen
- 1976: Die Olsenbande sieht rot
- 1976: Spøgelsestoget – als Juliane de Preiss
- 1977: Die Olsenbande schlägt wieder zu
- 1978: Die Olsenbande steigt aufs Dach
- 1979: Liebe einen Sommer lang (Kärleks sommar)
- 1981: Die Olsenbande fliegt über die Planke
- 1981: Die Olsenbande fliegt über alle Berge